# ERepublik
eRepublik (еРеспублика) — браузерная онлайновая стратегия и социальная сеть, разработанная eRepublik Labs. Запущена 21 октября 2008 года и бесплатно доступна в Интернете. Игра представляет собой отражение реального мира, в котором игроки (граждане) могут участвовать в политической, экономической, общественной и военной жизни государств.
Игра была разработана Алексисом Бонте и Джорджем Лемнару.

## Финансирование
eRepublik получила 2,75 миллиона евро в качестве инвестиций. Основной источник дохода игры — продажа виртуальных ценностей.

## Геймплей
ERepublik включает в себя элементы социальной сети и ММО-стратегии, где игрокам предложено большое количество способов участия в общественной жизни. Жители могут наниматься на работу, иметь собственный бизнес, организовывать политические партии, голосовать на президентских и парламентских выборах, издавать газеты, объявлять войны другим государствам и участвовать в них в качестве солдат регулярной армии.
Игра имеет достаточно дружественный текстовый интерфейс.
Перед тем, как присоединиться, житель выбирает, представителем какого государства он хочет быть. Каждая из этих стран носит то же название, что и её прообраз в реальном мире и изначально занимает ту же территорию.
Заявленным достоинством игры является то, что она требует «не более 14 минут в день». При этом, для полноценного участия требуется гораздо больше времени.
В качестве валюты используются виртуальные национальные валюты и золото, которое является универсальной валютой и может использоваться для покупки дополнительных возможностей (создание компаний, партий и т. п.). Виртуальное золото может быть куплено за деньги либо получено бесплатно за успехи в политической, общественной либо военной жизни.

## Модули eRepublik

### Экономический модуль
Экономика базируется на 6 ветвях производства: 3 ресурсов (зерно, железо, стройматериал), 3 предмета потребления (еда, оружие, дом). Используя некоторое количество игрового золота, игрок может купить или открыть компанию, что активирует возможности «генерального менеджера»: нанимать других игроков, назначать им зарплаты, покупать ресурсы и продавать свою продукцию на внутреннем или внешнем рынках.
Так же все граждане имеют участок земли, где они могут строить различные здания, такие как фермы, шахты, заводы, склады и здания для тренировки «силы». Все эти здания могут быть использованы только один раз в день, чтобы производить сырьё, товары, а также увеличивать силу гражданина, (значение, определяющее, какой урон игрок наносит в битвах). Здания могут быть построены с помощью национальной валюты или золота.
Количество произведённой продукции в зданиях зависит от имеющихся ресурсов, которыми владеет страна. Имеется 10 различных ресурсов, каждый усиливает производство на 20 % для любого пищевого здания, или оружейного здания. Одинаковые природные ресурсы не дают никаких бонусов.

### Политический модуль
Игроки могут присоединяться к партии после достижения определённого уровня. После присоединения к партии игрок может баллотироваться на пост президента партии, который выбирает кандидатов в конгресс от этой партии.
Пятого числа каждого месяца в мире игры проходят президентские выборы, 15 — выборы главы партии и 25 — выборы в конгресс.
Перед президентскими выборами первые 5 по численности партии выбирают своего кандидата, и после этого проходит прямое голосование населения. Победитель определяется простым большинством голосов. Выбранный президент может предлагать законы в конгресс и управлять ходом войны.
Выборы в конгресс немного сложнее — глава партии перед выборами выбирает кандидатов от определённого региона, затем население этого региона голосует, определяя победителя. Общее число конгрессменов — 40, если количество регионов не меньше 4. Большие страны имеют больше конгрессменов, так как каждый регион получает одного представителя вне зависимости от количества населения. Конгрессмены могут предлагать и принимать законы, выдавать гражданство и объявлять импичмент.

### Военный модуль
Чтобы объявить войну другому государству, президент или Конгресс страны предлагает закон Естественного врага (Natural Enemy). Если закон проходит (для его принятия нужно не менее 66 % голосов ЗА от числа всех проголосовавших конгрессменов), то две страны будут находиться в состоянии войны, и тогда президент страны-агрессора получит право выбрать регион, который подвергнется нападению (если он не сделает выбор, через 24 часа регион будет выбран автоматически). После завершения каждой битвы право выбирать получает страна, выигравшая предыдущую битву, и данный процесс продолжается до самого окончания войны.
Если какой-либо изначальный регион страны захвачен другой страной, любой житель этого региона может внести тысячу единиц валюты для начала освободительной войны, которая автоматически начнется после накопления десяти тысяч единиц данной валюты. Страны могут подписывать взаимные оборонительные пакты для совместного отражения агрессии. В войнах граждане воюющих стран борются самостоятельно, но часто объединяются в Военные подразделения (MU, Military Unit).

### Новостной модуль
Любой игрок может создать газету, в которой можно публиковать статьи. Другие игроки могут читать эти статьи, голосовать за них, комментировать и подписываться на газету.

### Геймплей
Цель игрока — стать лидером в одной или нескольких указанных областях. Игроки могут использовать газеты для рекламы самих себя, своей компании, партии или страны. Конгресс может управлять экономикой страны путём определения налоговых ставок. Для успешной войны необходима стабильная экономика и организованная мотивированная армия. В рамках игры периодически вспыхивают Мировые войны с вовлечением в них многих стран и военных блоков. Такие войны часто сопровождаются захватом территорий или полной аннексией проигравшего государства.

### Другие возможности
Система предлагает систему оповещения — (shout) в стиле Twitter, который могут прокомментировать любой еДруг.

## Награды
- 12 декабря 2007 — LeWeb3 2007 The honorable mention company[4]
- 9 октября 2008 — The Future of Web Apps conference winner[5]